# ロバート・ケネディ
ロバート・フランシス・ケネディ（英語: Robert Francis Kennedy、1925年11月20日 - 1968年6月6日）は、アメリカ合衆国の政治家。アメリカ合衆国大統領ジョン・F・ケネディの実弟で、兄の任命によって同政権の司法長官を務めた。兄同様に名前のイニシャルをとってRFKあるいは愛称であるボビー（Bobby）と呼ばれることもある。
1963年11月に兄が暗殺された後、1965年1月にニューヨーク州の連邦上院議員となったが、1968年6月に民主党の大統領候補指名選挙のキャンペーン中に暗殺された。兄のジョンと共に『ジャック・アンド・ボビー』の愛称で親しまれた。

## プロフィール

### 生い立ち
1925年11月20日、マサチューセッツ州ブルックラインに誕生した。ロバートはジョセフ・P・ケネディおよびローズ・ケネディ夫妻の7番目の子供であった。彼はハーバード大学に入学し、海軍に従事した後、1948年に同大学を卒業した。彼は法律職に対する強い倫理観を持っていたが、その成績は最高のものでは無かった。
その結果ハーバード大学ロースクールに入ることができず、その代わり1951年6月にヴァージニア大学ロースクールから法学士（L.L.B.）を受け、1952年11月に兄のジョンの上院議員選挙戦のマネージャーを務めた。

### 上院法律顧問時代
その後、上院議員であるジョセフ・マッカーシーによって運営され、隠れ共産党員摘発（赤狩り＝マッカーシズム）の拠点となった上院政府活動委員会常設調査小委員会（PSI）の下級法律顧問に就任した。続いて、上院労働福祉委員会に設置された労働搾取問題を調査する小委員会「マクレラン委員会」の法律顧問となった。1956年以降はマフィアとの癒着嫌疑があったチームスター組合幹部のジミー・ホッファを公聴会で追及することでもその名を知られた。1959年に大統領選挙の出馬を決めた兄のジョンを支援するため、マクレラン委員会を辞任した。

### 発言

#### GNP批判
1968年3月18日、カンザス大学の演説で次のように述べた。

## ケネディ政権
アメリカン証券取引所のスキャンダル（1961年）を捜査しながら、IGケミーと民事紛争で和解した。

### 司法長官

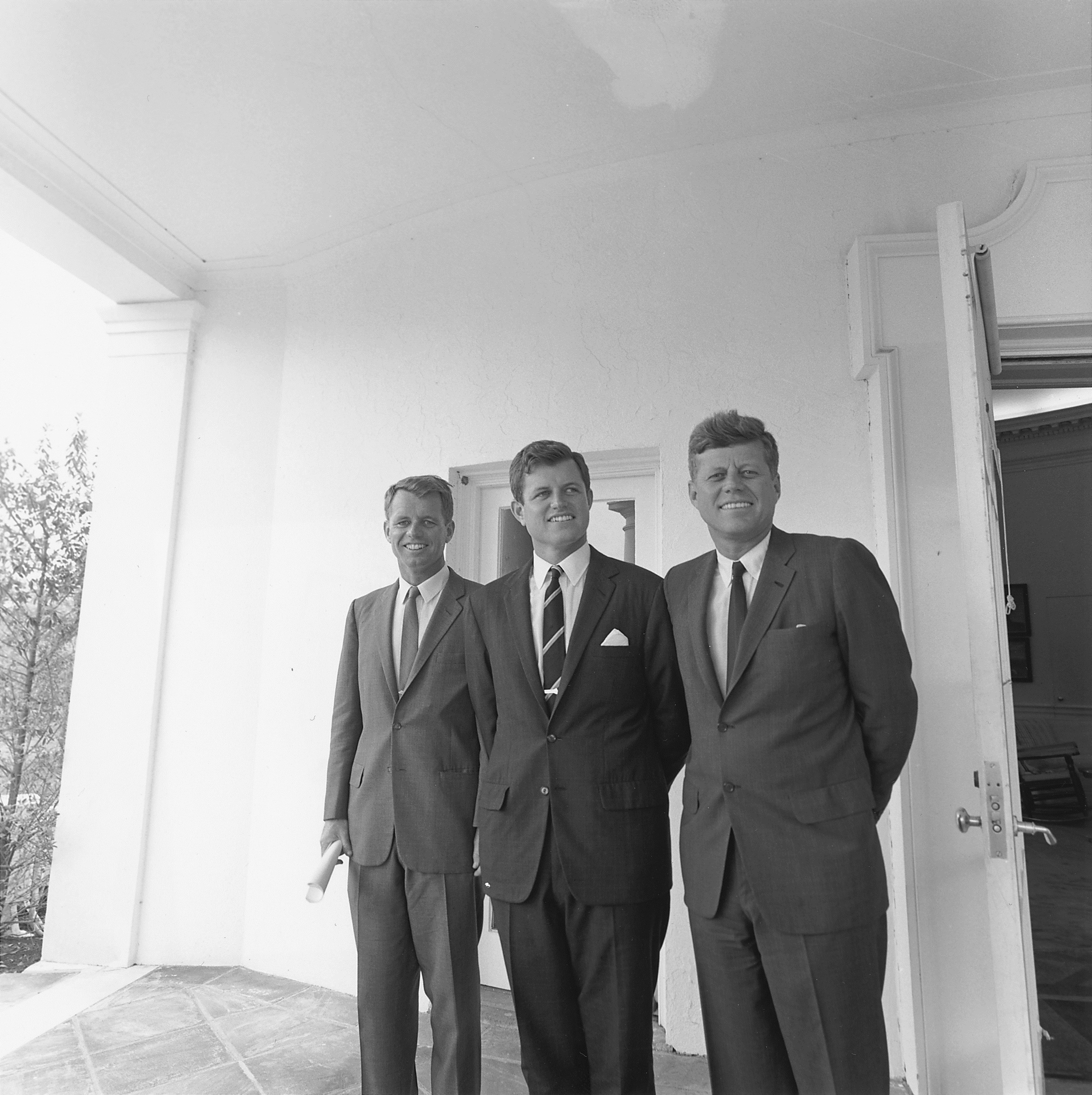
ホワイトハウスに立つロバート（左）、エドワード（中）、ジョン（右）

1961年1月、大統領となった兄のジョンはロバートを司法長官に指名し、彼の努力に報いた。ケネディ政権中のロバートは諮問に答える重要な役割を果たして組織犯罪の撲滅に尽力し、また大労働組合などでの不正を徹底的に追及した。兄弟が直面した重要問題の中には、1961年4月のキューバでのピッグス湾事件・1962年10月に発生したキューバ危機・1965年11月のベトナム戦争における軍事行動の段階的拡大と、公民権運動の拡大・報復的暴力が挙げられる。FBIがキング牧師を盗聴する許可を司法長官に要求したことは確実であるが、ロバートがジョン・エドガー・フーヴァーに対してその許可を与えたかは定かでない。
ロバートはアメリカの法執行者として最高の地位についてから、FBI長官であるフーヴァーが直接大統領に接近する権利を剥奪し自分に報告させたという。このことは、ワンマン的なフーヴァーを激怒させた。ケネディ大統領顧問を務めたセオドア・ソレンセンは、その著書の『Kennedy』において「フーヴァーがロバート・ケネディを嫌った理由は、ロバートが司法長官としての権限を行使して大統領とフーヴァーとの間に立ちはだかった初めての人物だったからだ」と述べている。
任期中に発生したピッグス湾事件およびキューバ危機は、アメリカのみならず世界の情勢を左右しかねない重大な危機であったが、兄と共に対処して最悪の事態の回避に尽力した。

#### 人種問題への対処

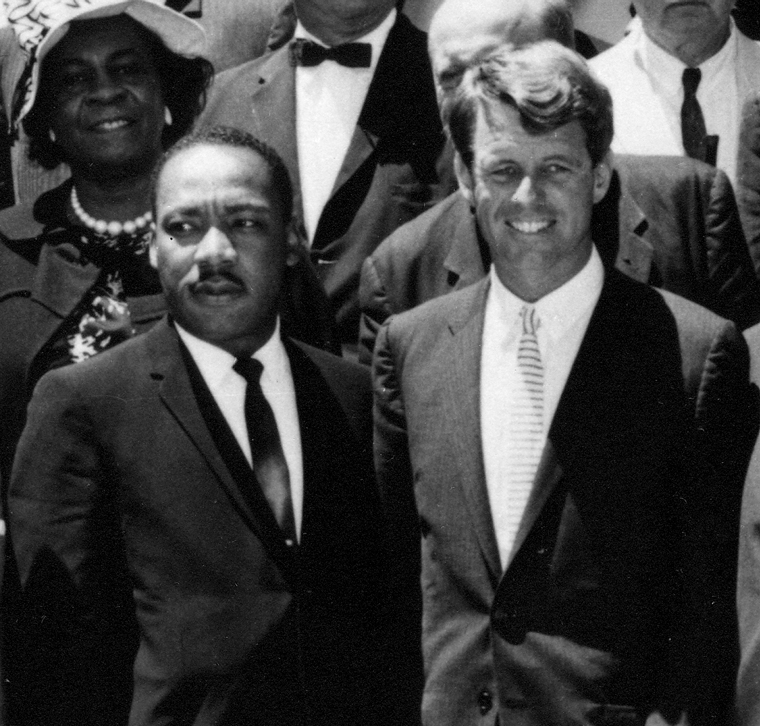
キング牧師（左）とケネディ

ロバートは当時アメリカで大きな問題となりつつあった人種問題にも積極的に関与した。1950年代から1960年代にかけては公民権運動が最高潮に達していたが、それに対抗する勢力も拡大しつつあった。その1つにジョージ・リンカーン・ロックウェルの率いるアメリカ・ナチ党があった。ロバートはロックウェルを陰謀罪で逮捕・起訴したが有罪判決には至らず失敗した。
1962年9月、黒人学生のジェームズ・メレディスがミシシッピ大学に人種を理由に入学拒否される、いわゆるメレディス事件とミシシッピ大学（Ole Miss）暴動（1962年）が起きたとき、ロバートはミシシッピ州知事のロス・バーネットや大学当局者の説得に当たった。また、1963年にアラバマ大学への2人の黒人学生の入学をめぐる問題では、アラバマ州知事のジョージ・ウォレスに対し、2人の入学を妨害しないよう電話で説得した。このときのやり取りはテレビでも放送されたが、あくまでも黒人学生の入学を阻止しようとするウォレスに対し、「それでもあなたはアメリカの市民か!」と怒鳴りつけた。

#### マフィアとの関係と組織犯罪の撲滅
司法長官として真っ先に取り組んだ仕事は、父親や兄のジョンと関係の深いマフィアをはじめとする組織犯罪の撲滅であった。マフィアとの関係を持つことを躊躇しなかった父や兄と違い、ロバートはマフィアを「アメリカの内なる敵」と見ていた。そのために司法省内に組織犯罪対策の特別班を結成し、徹底的な取締りを行った。
まず1961年4月4日に当時全米闇社会でナンバーワンの実力を誇っていたと見られるカルロス・マルセロを強制逮捕し、国外追放とした。また、マフィアとの癒着を疑われていたチームスター組合のジミー・ホッファを背任横領罪の罪で起訴した。このとき陪審員の意見が分かれてホッファは放免となったが、この裏にホッファによる猛烈な陪審員買収工作や脅迫があったことを突き止め、陪審員工作の罪で再び起訴し、ホッファを刑務所送りにすることに成功した。
この頃、マフィアとの関係が深かった父親のジョセフが主席法律顧問の職を降りる様に忠告するが、耳をかさず精力的に活動し、結果数多くの敵を作った。ジョセフが忠告した理由は、禁酒法時代に築いた自分とマフィアの酒の密売をめぐる親密な関係だった。ジョセフにとってそのことは弱みでもあったからである。さらに、マフィアは上記のようにケネディの選挙の恩人であり、CIAのカストロ暗殺計画の協力者でもあった。ロバート自身がカストロ暗殺計画を知っていたかどうかについては意見が分かれる。
1954年4月に妹のパトリシアと結婚したイギリスの俳優のピーター・ローフォードを通じて知り合い、大統領選挙の際に様々な貢献を行い、その後もジョンと親しい関係を持っていたフランク・シナトラと、シナトラの後見人的存在でジョンの選挙の際に選挙不正を手伝ってくれたシカゴのドンであるサム・ジアンカーナをジョンとケネディ政権から遠ざけた。
ジアンカーナはシナトラや、ジョンと愛人関係にあったジュディス・キャンベル・エグズナーらを使って、選挙不正への関与をネタにケネディ政権と取引しようとしたが、ロバートは選挙不正が表ざたになることを恐れてジアンカーナへの締め付けを一層強め、1963年6月には完全張り込みの対象としていた。その後司法省・商務省・国税庁を総動員して組織犯罪の本拠地のラスベガスを直撃する構想を1963年10月には完成させていたが、ケネディ大統領暗殺事件により中止となった。
ロバートが国外追放にしたマルセロは1962年に極秘裏にアメリカに戻り、司法省の強引な手法を違法であるとして裁判を起こし、勝訴した。FBIの報告によれば、1962年9月にマルセロは自身の本拠地であるニューオーリンズに全米のマフィアを集めてケネディ政権の組織犯罪潰しを罵り、彼らの暗殺を示唆している。また、ロバートの手により刑務所送りとなったジミー・ホッファは1971年に大統領特赦により釈放された。

## ジョンソン政権

### 司法長官留任
1963年11月のケネディ大統領暗殺事件の後、ロバートと後継の大統領リンドン・ジョンソンとの関係は良好なものとは言えなかったが、ロバートは司法長官に留任した。なお、ロバート・ケネディは兄の暗殺を知ったとき、「やられるのは私だと思っていた」と報道担当秘書のエドウィン・グズマンに語った。

### 辞任
ケネディ大統領暗殺後、ロバートはジョンソンの元で副大統領に就任するという考えを持っていた。しかしながら、ジョンソンから閣僚は副大統領に立候補できないと伝えられ、ロバートはニューヨーク州の上院議員選挙に出馬するため司法長官を辞任した。

## 上院議員

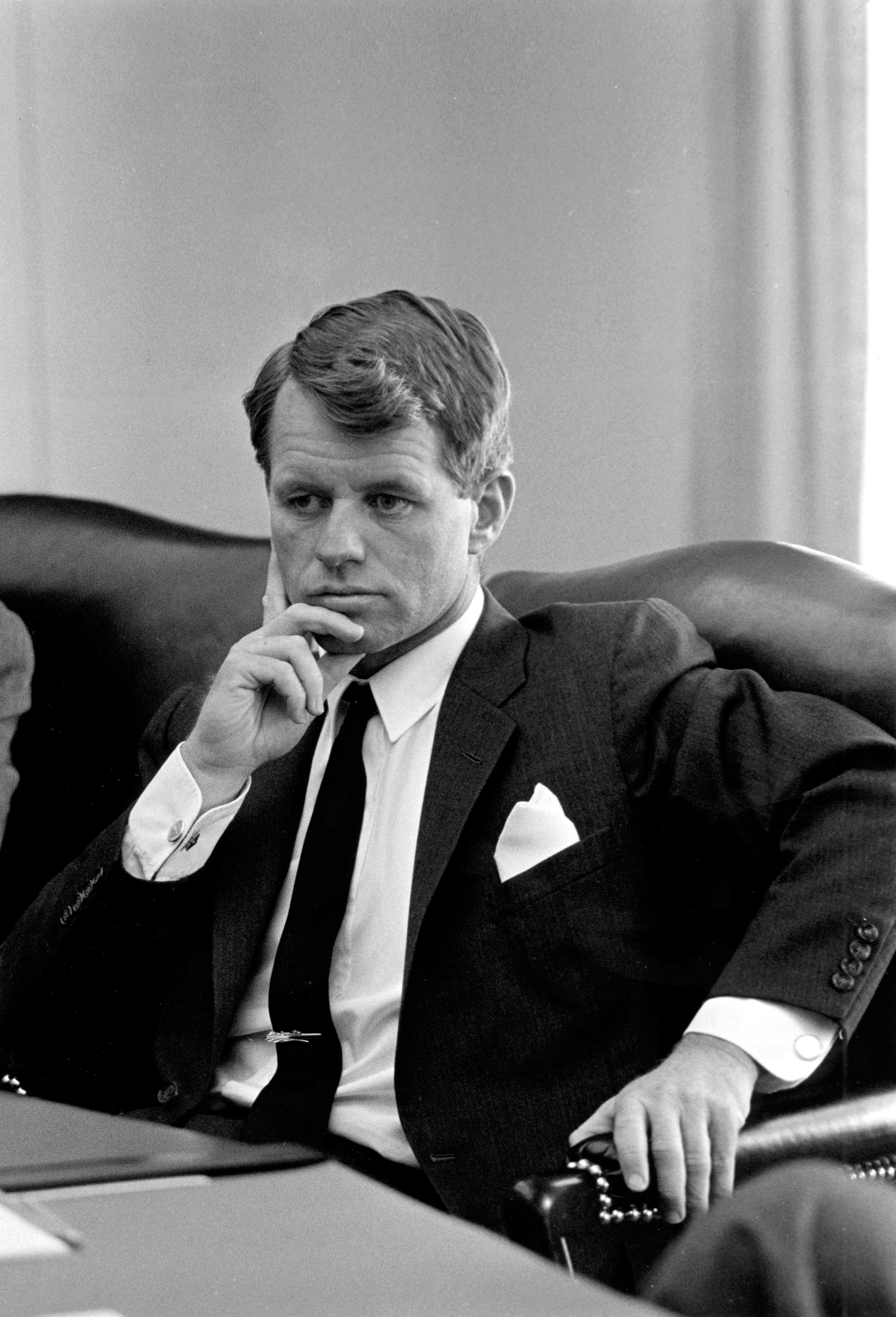
ホワイトハウスにて（1964年）

ロバートはジョンソンにとって強敵であったが、ジョンソンは彼が回想録からホワイトハウスでの出来事を削除したことで彼の選挙戦に協力した。その結果、ロバートは共和党現職のケネス・キーティングを破って、1964年11月に上院議員に選出された。キーティングはロバートを横柄な「渡り政治屋」として評した。しかしながら激しい選挙戦の後、ロバートはジョンソンとの繋がりをアピールすることで選挙に勝利した。
ロバートは貧困の撲滅・黒人問題・人種問題に取り組み、貧困層やアフリカ系アメリカ人などからの支持を得る。上院議員としての3年半の間にケネディはアパルトヘイト政策下の南アフリカを訪れ、またニューヨークの極貧地区であるベッドフォード=ストイヴェサントの成功した再開発事業を支援したり、貧困対策プログラムの成果を調査するために上院委員会のメンバーとしてミシシッピ・デルタを訪れた。
そして兄のジョンが自らの政権下で南ベトナムへの「軍事顧問団」の大幅増員を推し進めた姿勢とは一転して、ベトナム戦争の段階的拡大の停止を主張した。その他ハドソン川の浄化・喫煙の害毒など環境問題にも積極的に取り組んだ。

## 大統領選挙への出馬と暗殺

### 出馬
当初現職の大統領ジョンソンに対して、1968年アメリカ合衆国大統領選挙で民主党の指名を狙うつもりだったという推測を否定した。彼は指名選での勝利の可能性を疑ったと共に、大統領選への出馬はジョンソンとの個人的不仲がもたらしたものと見なされることを心配した。ジョンソンが1968年3月12日のニューハンプシャー州予備選挙でミネソタ州選出の上院議員ユージーン・マッカーシーに対して僅差で辛勝した結果を受け、ロバートはベトナムからの即時撤退を主張し、3月16日に大統領選への出馬を表明した。2週間後の3月31日、ジョンソンはテレビ演説で大統領選挙で民主党の大統領候補としての再指名を求めないことを発表した。
キング牧師が暗殺された1968年4月4日、インディアナ州インディアナポリスの黒人街で、ケネディは警察の危険警告や側近の中止勧告を制止して演説を敢行した。彼は「私の家族も白人の手によって殺された。今この国に必要なのは分裂ではない。今この国に必要なのは憎しみでもない」と公の場で滅多に語らなかった兄の暗殺について触れ、即興的で心のこもったスピーチで人種間の和解を訴えた。全米で暴動が相次ぎ、数千の負傷者と43名の死者が発生した中、インディアナポリスの街だけは穏やかさを保った。ケネディはキング牧師の葬列にも参加し、より一層差別撤廃の活動を強めてゆく。また、「メキシコ移民のキング牧師」とよばれた、シーザー・チャベスとの深い信頼と友情・移民の待遇改善への尽力も特記すべきである。

### 暗殺

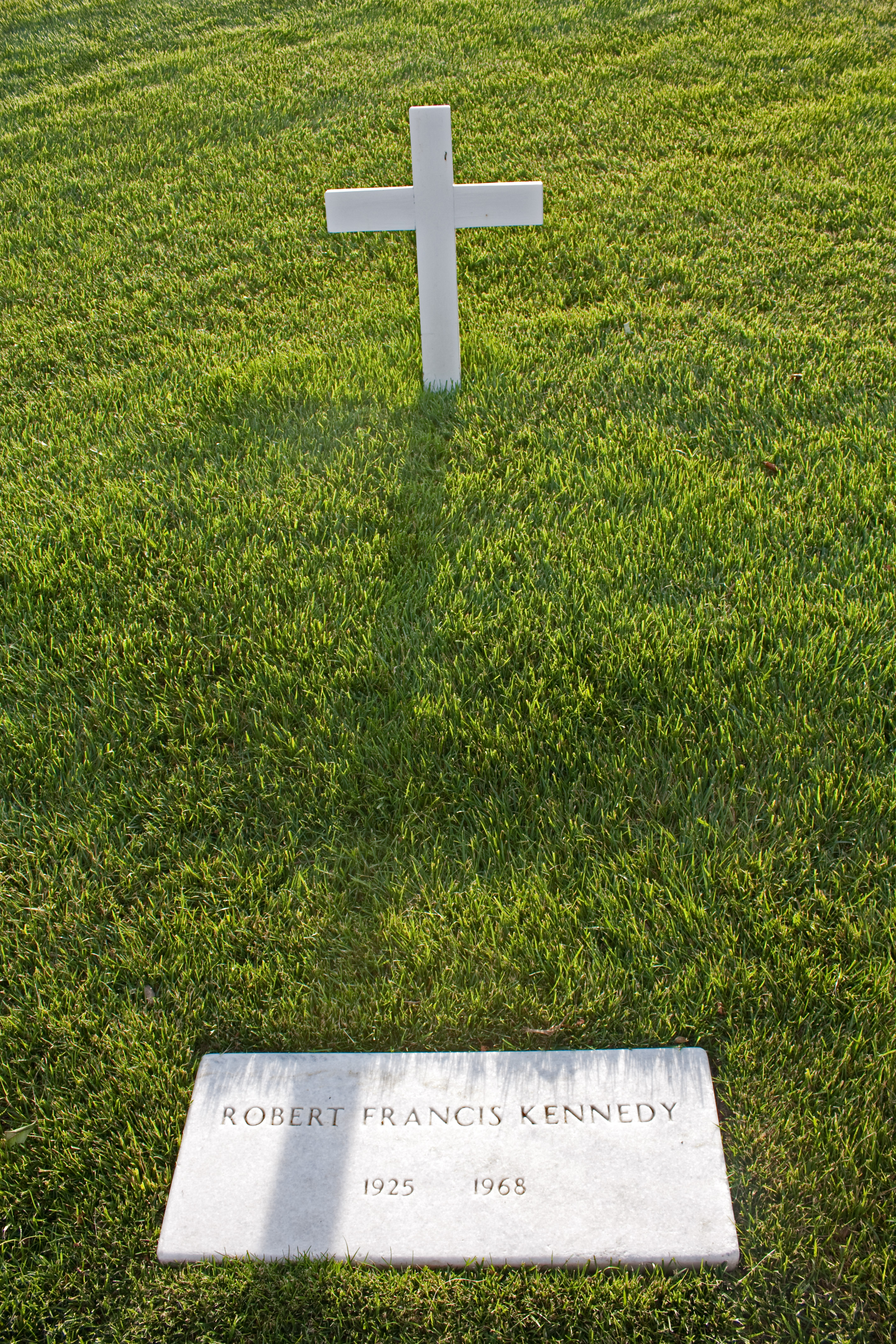
アーリントン国立墓地にあるケネディの墓

1968年6月、最大の州であるカリフォルニア州での予備選挙に勝利した直後の5日、ロサンゼルスのアンバサダーホテルでの予備選の祝勝会で演説した後、会場を出るための近道として調理場を通る途中に難民でエルサレム出身のパレスチナ系アメリカ人、サーハン・ベシャラ・サーハンの銃撃を受けて右脳を損傷し、翌6日の早朝に死亡した。42歳没。銃撃の際、現場に居合わせた関係者5名が負傷したが、全員が命を取り留めている。遺体はアーリントン国立墓地で兄の墓のそばに埋葬された。
この事件も兄の暗殺と同じく謎の部分が多い。サーハンは暗殺動機を「ロバートが親イスラエル的言動を行ったため」と発言したものの、その後「銃撃の瞬間のことは覚えていない」と発言したことから、「サーハンは犯行時に何者かによって催眠術を施されていた」という説もある。また、銃撃直前にサーハンが会話をしていた女性がその後衣服を事件現場周辺に脱ぎ捨てたまま姿を消したほか、ロサンゼルス警察がなぜかサーハンが撃った銃弾のめり込んでいるドアを壊し、また2000枚以上の証拠写真等をなぜか早々に焼却廃棄して捜査を切り上げるなど（その後FBIが捜査を受け継いだ）、捜査状況についても不審とされる点が多い。裁判の結果、サーハンは終身刑となった。
この時代の政治家の例に漏れずロバートにも敵は多く、妥協を許さない追及を受けたジミー・ホッファなどの敵対する大労働組合幹部、上記のように司法長官時代に対立を深めたマフィア、KKKなどの白人至上主義者、ベトナム戦争で利益を上げていた軍産複合体、兄同様リベラルな政治姿勢に反感を持っていたCIAなどの関与が噂されているが、それを実証するものはなく真実は藪の中となっている。
死後に日本国政府はケネディに対して勲一等旭日大綬章を没後追贈した。

## 死後
ロバートの死後、シカゴの民主党大会では後継者指名をめぐって暴動が発生し、民主党が優位と見られていた選挙戦は一変する。「秩序と安定」と、ケネディ政権下で拡大したベトナム戦争の早期終結を掲げた共和党のリチャード・ニクソンが、紆余曲折の末に民主党代表となったヒューバート・ハンフリーをわずか1パーセントの得票差で破って大統領に就任することになった。
1969年1月、ワシントンD.C.のD.C.スタジアムはロバート・F・ケネディ・メモリアル・スタジアムと改名された。1998年には彼を記念した記念1ドル硬貨が発行された。1969年7月には弟のエドワードが、自らの選挙スタッフであったマリー・ジョー・コペクニを「チャパキディック事件」で死に至らしめるという悲劇が起きた。
2001年11月20日、当時のアメリカ大統領ジョージ・W・ブッシュと司法長官のジョン・アシュクロフトはロバートの業績を称え、司法省本部ビルをロバート・F・ケネディ司法省ビルと命名した。この日はロバートが生きていれば76歳の誕生日であった。

## 訪日
1962年2月に来日し、日本外国特派員協会での会見を行った他に早稲田大学の大隈講堂での講演、学生との討論会も行ったが、学生らは怒号とヤジで迎えた。また、後楽園にてエセル夫人とアイススケートを楽しみ、大阪府枚方市の日本住宅公団香里団地も視察した。早稲田大学での講演では、聴衆の中に若き日の小渕恵三がいた（翌年小渕がアメリカを訪問した際、この講演での感動を手紙に書いてロバートの秘書に手渡したところ、1週間後に面会できたという逸話がある）。また武道（合気道）家の塩田剛三の演武を見学している。初老の塩田が見せる強さに疑念を抱いたロバートは、塩田より体格のいいボディガードを立ち合わせた。塩田が手を捉えた途端全く動けなくなったボディガードを見て大変感心したという。日本大学の古田重二良理事長から日大名誉学位が授与された。

## 家庭
1950年6月にエセル・スカケルと結婚した。エセルはチェコ移民の孫娘に当たり、チェコスロバキア共産党の指導者にして同国の大統領クレメント・ゴットワルトは縁戚である。彼女は11人の子供を出産し、最後の子供であるロリー・ケネディはロバートの死後に誕生した。
- キャスリーン・H・ケネディ・タウンゼンド
- ジョセフ・P・ケネディ2世（英語版）
- ロバート・ケネディ・ジュニア
- デビッド・A・ケネディ
- メアリ・C・ケネディ
- マイケル・L・ケネディ（英語版）
- M・ケリー・ケネディ（英語版）
- クリストファー・G・ケネディ（英語版）
- M・マックスウェル・T・ケネディ（英語版）
- ダグラス・ハリマン・ケネディ
- ロリー・E・K・ケネディ

ロバートは以上の7男4女の父であり、2017年8月にマックスウェル（弁護士）は娘のキャロラインと共に風紀紊乱行為と騒音違反により逮捕された。
また、、ジョセフ・パトリック・ケネディ三世、メイヴ・ケネディ・マッキーンら孫もいる。更に曾孫（キャスリーンの孫）もいる。

## 栄典
アメリカ合衆国: 大統領自由勲章- （2025年没後受章）

## スキャンダル
1954年4月に妹のパトリシアと結婚したイギリスの俳優のピーター・ローフォードを通じて、上院議員時代にフランク・シナトラなどのマフィアと関係の深いハリウッド俳優と親交を持ったが、後にFBIのフーヴァー長官からシナトラとマフィアとの関係を忠告されたこともあり、関係を断つこととなった。しかし、ローフォードやシナトラから紹介されたマリリン・モンローと兄のジョンと共に性的関係を持っていたことが、ローフォードやモンローの家の家政婦のレナ・ペピートーンなどにより死後に暴露されている。
なおモンローとの関係は、ケネディがマフィアと関係の深いシナトラを介してモンローと知り合った上に、ジアンカーナらのマフィアが2人の関係を知っており、このことをマフィアの取り締まりを強化しようとしていたケネディ政権に対する取引に使おうとしていたことを憂慮したフーヴァーが、ロバートに忠告したことで終焉を迎えた。